# Амб, Ким
Ким Оскар Амб (швед. Kim Oscar Amb; род. 31 июля 1990, Сольна, Стокгольм) — шведский легкоатлет, специалист по метанию копья. Выступает за сборную Швеции по лёгкой атлетике с 2008 года, многократный победитель первенств национального значения, призёр ряда крупных международных турниров, участник трёх летних Олимпийских игр.

## Биография
Ким Амб родился 31 июля 1990 года в коммуне Сольна, Швеция.
Впервые заявил о себе на международном уровне в сезоне 2008 года, когда вошёл в состав шведской сборной и выступил в метании копья на юниорском мировом первенстве в Быдгоще.
В 2011 году с результатом 79,48 стал четвёртым на молодёжном европейском первенстве в Остраве.
В 2012 году занял седьмое место на чемпионате Европы в Хельсинки. Благодаря череде успешных выступлений удостоился права защищать честь страны на летних Олимпийских играх в Лондоне — на предварительном квалификационном этапе метнул копьё на 78,94 метра, чего оказалось недостаточно для выхода в финал.
В 2013 году с результатом 78,91 закрыл десятку сильнейших на чемпионате мира в Москве.
В 2014 году занял пятое место на командном чемпионате Европы в Брауншвейге, тогда как на чемпионате Европы в Цюрихе провалил все три свои попытки.
В 2015 году показал 11-й результат на чемпионате мира в Пекине.
На чемпионате Европы 2016 года в Амстердаме был седьмым. Принимал участие в Олимпийских играх в Рио-де-Жанейро — в программе метания копья показал результат 80,49 метра и в финал не вышел.
В 2019 году помимо прочего стал восьмым на командном чемпионате Европы в Быдгоще и на чемпионате мира в Дохе.
В июле 2020 года на международном турнире в Германии установил свой личный рекорд в метании копья — 86,49 метра.
Выполнив олимпийский квалификационный норматив (85,00), благополучно прошёл отбор на Олимпийские игры в Токио, где в финале метнул копьё на 79,69 метра и занял итоговое 11-е место.